# Pömperlis Kampf mit dem Schneeschuh
Pömperlis Kampf mit dem Schneeschuh ist eine 1922 von Arnold Fanck produzierte, deutsche Ski- und Wintersportkomödie. Unter der Regie von Holger-Madsen spielen Henry Bender und Josefine Dora die Hauptrollen.

## Handlung
Ein Kritiker des Feuilletons eines kleinen Lokalblattes in der deutschen Provinz ist ein begeisterter Hobbysportler und lehnt die Kinematographie ab. Er wird durch die Ansicht eines Films über den Skisport im winterlichen Hochgebirge dazu animiert, Skikurse für Nachwuchswintersportler anzubieten. Seine ersten Kunden sind die Mitglieder einer Fabrikantenfamilie, die jedoch bald angeödet von der vielen Theorie sind und infolgedessen auf eigene Faust das Skifahren erlernen wollen. Das ist leichter gesagt als getan, und infolge dieser Eigenmächtigkeiten kommt es zu sportlichen wie amourösen Verwicklungen, an deren Ende die Verlobung der ältesten Tochter des Fabrikanten mit ihrem Skilehrer steht.

## Hintergrund
Pömperlis Kampf mit dem Schneeschuh gilt als komödiantisch-federleichte Fingerübung Arnold Fancks, der zwar die Idee zu diesem Wintersportlustspiel hatte, die Regie wie das Drehbuch aber seinem dänischen Kollegen Holger-Madsen überließ. Wie bei allen Fanck’schen Stummfilmen ist auch diese Geschichte, die ganz auf die packenden Naturbilder in Weiß setzt, in der Alpenregion angesiedelt.

## Produktionsnotizen
Pömperlis Kampf mit dem Schneeschuh, gelegentliche Schreibweise auch Pömperly’s Kampf mit dem Schneeschuh entstand 1922 in den Alpen, war 2192 Meter lang, verteilt auf sechs Akte mit einem Vorspiel. Der Film passierte die Filmprüfstelle in München am 2. Oktober 1922 und wurde wohl wenig später uraufgeführt.
Die Filmbauten entwarf Friedrich Winkler-Tannenberg.

## Kritik
Paimann’s Filmlisten resümierte: „In erster Linie fallen die sehr schönen Wintersportbilder auf, in die recht amüsante Spielszenen eingeflochten sind. Die Darstellung ist, soweit eine solche in Frage kommt, sehr gut, desgleichen die photographische Durchführung. Ein sehr guter Spielfilm.“